# Волков, Владимир Евгеньевич
Владимир Евгеньевич Волков (род. 5 января 1976, Ростов-на-Дону) — российский футболист, нападающий.

## Карьера
Воспитанник ростовского футбола. Начинал профессиональную карьеру в 1992 году в первой российской лиге, где играл за АПК и кисловодский «Асмарал». После трехлетнего перерыва вернулся в большой футбол. За долгую карьеру Волков играть во многих командах второго дивизиона. В 1998 году на время переехал в Молдавию, где провел два матча за клуб Национальной дивизии «Конструкторул».
Завершал карьеру игрок в коллективах, выступавших в первенстве Ростовской области.

## Достижения
- Серебряный призёр зоны «Урал» второго дивизиона: 2001
- Серебряный призёр зоны «Приволжье» второго дивизиона: 2002
- Бронзовый призёр зоны «Урал-Приволжье» второго дивизиона (2): 2003, 2004.